# Spikkel
Spikkel (Swinscowia) is een geslacht van zakjeszwammen behorend tot de familie Strigulaceae. De typesoort is Swinscowia jamesii.

## Soorten
Volgens Index Fungorum telt het geslacht 34 soorten (peildatum februari 2023):
| Soortnaam                         | Auteur(s)                                                            | Publicatiejaar |
| --------------------------------- | -------------------------------------------------------------------- | -------------- |
| Swinscowia affinis (Iepenspikkel) | (A. Massal.) S.H. Jiang, Lücking & Sérus.                            | 2020           |
| Swinscowia albicascens            | (Nyl.) S.H. Jiang, Lücking & Sérus.                                  | 2020           |
| Swinscowia albolinita             | (Nyl.) S.H. Jiang, Lücking & Sérus.                                  | 2020           |
| Swinscowia alpestris              | (Vězda) S.H. Jiang, Lücking & Sérus.                                 | 2020           |
| Swinscowia amphora                | (Aptroot & Lücking) S.H. Jiang, Lücking & Sérus.                     | 2020           |
| Swinscowia aquatica               | (H. Harada) S.H. Jiang, Lücking & Sérus.                             | 2020           |
| Swinscowia australiensis          | (P.M. McCarthy) S.H. Jiang, Lücking & Sérus.                         | 2020           |
| Swinscowia bahamensis             | (Riddle) S.H. Jiang, Lücking & Sérus.                                | 2020           |
| Swinscowia bispora                | (Aptroot & K.H. Moon) S.H. Jiang, Lücking & Sérus.                   | 2020           |
| Swinscowia calcarea               | (Bricaud & Cl. Roux) S.H. Jiang, Lücking & Sérus.                    | 2020           |
| Swinscowia cavicola               | (Cl. Roux & Bricaud) S.H. Jiang, Lücking & Sérus.                    | 2020           |
| Swinscowia confusa                | (Fryday, Coppins & Common) S.H. Jiang, Lücking & Sérus.              | 2020           |
| Swinscowia decipiens              | (Malme) S.H. Jiang, Lücking & Sérus.                                 | 2020           |
| Swinscowia divisa                 | (P.M. McCarthy) S.H. Jiang, Lücking & Sérus.                         | 2020           |
| Swinscowia endolithea             | (Cl. Roux & Bricaud) S.H. Jiang, Lücking & Sérus.                    | 2020           |
| Swinscowia fracticonidia          | (R.C. Harris) S.H. Jiang, Lücking & Sérus.                           | 2020           |
| Swinscowia glabra                 | (A. Massal.) S.H. Jiang, Lücking & Sérus.                            | 2020           |
| Swinscowia griseonitens           | (R.C. Harris) S.H. Jiang, Lücking & Sérus.                           | 2020           |
| Swinscowia jamesii (Boomspikkel)  | (Swinscow) S.H. Jiang, Lücking & Sérus.                              | 2020           |
| Swinscowia johnsonii              | (P.M. McCarthy) S.H. Jiang, Lücking & Sérus.                         | 2020           |
| Swinscowia laceribracae           | (R.C. Harris) S.H. Jiang, Lücking & Sérus.                           | 2020           |
| Swinscowia muriconidiata          | (Aptroot, L.I. Ferraro & M. Cáceres) S.H. Jiang, Lücking & Sérus.    | 2020           |
| Swinscowia muriformis             | (Aptroot & Diederich) S.H. Jiang, Lücking & Sérus.                   | 2020           |
| Swinscowia muscicola              | (F. Berger, Coppins, Cl. Roux & Sérus.) S.H. Jiang, Lücking & Sérus. | 2020           |
| Swinscowia obtecta                | (Vain.) S.H. Jiang, Lücking & Sérus.                                 | 2020           |
| Swinscowia pallida                | (Aptroot & K.H. Moon) S.H. Jiang, Lücking & Sérus.                   | 2020           |
| Swinscowia porinoides             | (Canals, Boqueras & Gómez-Bolea) S.H. Jiang, Lücking & Sérus.        | 2020           |
| Swinscowia rhodinula              | (Zahlbr.) S.H. Jiang, Lücking & Sérus.                               | 2020           |
| Swinscowia rostrata               | (R.C. Harris & Aptroot) S.H. Jiang, Lücking & Sérus.                 | 2020           |
| Swinscowia rupestris              | (P.M. McCarthy) S.H. Jiang, Lücking & Sérus.                         | 2020           |
| Swinscowia stigmatella            | (Ach.) S.H. Jiang, Lücking & Sérus.                                  | 2020           |
| Swinscowia submuriformis          | (R.C. Harris) S.H. Jiang, Lücking & Sérus.                           | 2020           |
| Swinscowia tagananae              | (Harm.) S.H. Jiang, Lücking & Sérus.                                 | 2020           |
| Swinscowia thelopsidoides         | (Coppins, Cl. Roux & Sérus.) S.H. Jiang, Lücking & Sérus.            | 2020           |